# Jovis
Der Jovis (Eigenschreibweise JOVIS) Verlag ist ein 1995 gegründeter Architekturverlag in Berlin. Seit 2019 gehört er zu De Gruyter.

## Geschichte
Jochen Visscher gründete 1995 in Berlin den nach ihm benannten Architekturverlag Jovis (Akronym für Jochen Visscher). Der Verlag veröffentlicht in Kooperation mit internationalen Partnern, Institutionen aus Kultur und Wirtschaft sowie bekannten Planern und Theoretikern etwa 60 Titel im Jahr.
Im Jahr 2019 kaufte De Gruyter dem Verleger und Gründer Visscher den Verlag ab.

## Verlagsprogramm
Der Jovis Verlag veröffentlicht Titel in den Bereichen Architektur, Landschaftsarchitektur und Stadtplanung, daneben zu zeitgenössischer Kunst, Fotografie und Design.